# ژان ایو انیس
ژان ایو انیس (انگلیسی: Jean-Yves Anis؛ زادهٔ ۳۰ نوامبر ۱۹۸۰) بازیکن فوتبال اهل ساحل عاج است.
از باشگاه‌هایی که در آن بازی کرده‌است می‌توان به باشگاه فوتبال چلسی، باشگاه فوتبال رن، باشگاه فوتبال پاتریک تیسل، و باشگاه فوتبال ایر یونایتد اشاره کرد.